# Kabupaten Kayong Utara
Kabupaten Kayong Utara (engelska: North Kayong Regency) är ett kabupaten i Indonesien.   Det ligger i provinsen Kalimantan Barat, i den västra delen av landet, 700 km nordost om huvudstaden Jakarta. Antalet invånare är 95 594.